# HK Dio Riga
Le HK Dio Riga est un club de handball basé à Riga en Lettonie.

## Palmarès
Compétitions nationales
- Championnat de Lettonie : 
  - Deuxième (1): 1993